# Пин-ди
Сяопин-ди (кит. трад. 孝平帝) или коротко Пин-ди (кит. трад. 平帝), личное имя Лю Цзицзы (кит. трад. 劉箕子, 9 г. до н. э. — 3 февраля 6 г. н. э.) впоследствии изменённое на Лю Кань (кит. трад. 劉衎) — четырнадцатый император китайской империи Хань.

## Происхождение
Отцом Лю Цзицзы был Лю Син — младший сын императора Юань-ди; таким образом он приходился племянником правившему во время его рождения императору Чэн-ди. От рождения он страдал болезнью сердца, что вызывало проблемы с кровообращением, выражавшиеся в посинении губ и конечностей. Его вырастила бабушка по отцу вдовствующая супруга Фэнъюань — вдова Юань-ди.

## Юность
В связи с тем, что у Чэн-ди не было наследника, на момент рождения Лю Цзицзы его отец рассматривался как потенциальный наследник престола, однако император предпочёл сделать наследником другого племянника — Лю Синя, который и стал императором после смерти Чэн-ди в 7 году до н. э.
В том же году скончался Лю Син, и двухлетний Лю Цзицзы унаследовал его удельное княжество Чжуншань (примерно территория современного Баодина провинции Хэбэй). Так как он продолжал страдать приступами, то император отправил к своему двоюродному брату личного врача, однако тот сам страдал биполярным аффективным расстройством, и неожиданно вернулся в Чанъань, где заявил, что вдовствующая супруга Фэнъюань занимается чёрной магией, направленной против императора и его бабушки — великой вдовствующей императрицы Фу. Так как вдовствующая императрица Фу враждовала с Фэнъюань ещё тогда, когда они были императорскими наложницами, то она воспользовалась возможностью свести счёты, и по её приказу в рамках расследования было замучено 17 родственников Фэнъюань, а она сама доведена до самоубийства.

## Престолонаследие
В 1 году до н. э. император Ай-ди скончался, не оставив наследника. Великая вдовствующая императрица Ван быстро завладела императорской печатью и, призвав ко двору своего племянника Ван Мана, отстранила от власти родственников других вдовствующих императриц. На трон был возведён малолетний Лю Цзицзы, как единственный оставшийся мужской потомок императора Юань-ди, а Ван Ман стал при нём регентом.

## ВозвышениеВан Мана
Ван Ман начал устанавливать режим личной власти. Чтобы уменьшить возможность влияния на государственные дела родственников матери нового императора, он понизил их титулы, а также запретил матери императора и трём его сёстрам посещать столицу, приказав оставаться в Чжуншане.
В связи с тем, что в Китае действовало табу на имена, а иероглифы имени «Цзицзы» были очень распространёнными и их запрет сильно бы отразился на жизни народа, во 2 году личное имя императора было изменено с «Цзицзы» на «Кань».
В том же году Ван Ман решил для укрепления своих позиций женить императора на своей дочери. Поначалу было объявлено, что в соответствии с древними традициями у императора будет одна жена и 11 наложниц, и начался отбор молодых девушек из знатных семейств. Затем, под видом ложной скромности (добиваясь на самом деле обратного результата) он подал Великой вдовствующей императрице Ван петицию о том, чтобы его дочь не рассматривали в качестве кандидатки — и организовал петиционную кампанию за то, чтобы его дочь была избрана императрицей. Подавленная огромным количеством голосов в поддержку дочери Ван Мана, Великая вдовствующая императрица Ван издала указ о том, чтобы дочь Ван Мана стала императрицей.
Сын Ван Мана Ван Юй был недоволен тем, какой диктаторский режим устанавливает его отец, и опасался, что когда император вырастет, то по клану Ван будет нанесён ответный удар. Он подружился с дядями императора из клана Вэй и его матерью. В 3 году Ван Юй, его учитель У Чжан, шурин Люй Куань, а также представители клана Вэй организовали заговор с целью свержения Ван Мана. Однако заговор был раскрыт. Ван Юй покончил жизнь самоубийством, а Ван Ман воспользовался поводом, чтобы вырезать весь клан Вэй (в живых была оставлена лишь мать императора). Также он использовал эту возможность, чтобы уничтожить вообще всех недовольных, вплоть до собственных дяди и кузена (Великой вдовствующей императрице Ван он сказал, что они, якобы, скончались от болезней). После этого реальная власть Ван Мана стала абсолютной.
В том же году была завершена новая дорога в княжестве Чэши — Турфан, Джимасар, которая позволяла уменьшить время пути на половину, поскольку позволяла обогнуть песчаные холмы через северное Чэши. Князь северного Чэши Гуцзюй (姑句) был в хороших отношениях с хунну и всячески препятствовал строительству. При установке межи китайский пристав арестовал Гуцзюя. Его жена Гуцзызцоу (股紫陬) увидела огонь на острие мужниного копья, что предвещало победу в войне. Генерал Сыма уже зарубил одного непокорного чэшиского князя, поэтому жена посоветовала Гуцзюю бежать к хуннам в Гаочан. В то же время Цюйхулай-ван Танду (去胡來王唐兜) терпел от набегов цянов из-за реки Чишуй (赤水). Наместник Сиюя Дань Цинь (但欽) проигнорировал его просьбы о помощи и Танду собрав 1000 человек бежал к хунну, о чём хунну донесли. Ван Ман потребовал Учжулю выдать перебежчиков и тот согласился. Шаньюй отправил с князьями своего посла с просьбой помиловать их. По приказу Ван Мана перебежчиков отвезли в Эдуну (惡都奴) куда стянули войска и свезли вассальных Китаю князей Сиюя, там перебежчиков демонстративно обезглавили перед строем.

## Под властью Ван Мана
В 4 году император официально женился на дочери Ван Мана.
В 5 году была проведена церемония в соответствии с древними обрядами, на которой Ван Ману за его огромный вклад в укрепление страны были преподнесены «девять даров». В этом же году выросший император начал постепенно избавляться от своих детских проблем с сердцем, и стало очевидным, что он отомстит Ван Ману за убийство дядей и непозволение видеться с матерью, поэтому Ван Ман решил убить императора. Зимой он преподнёс императору перцовое вино (использовавшееся в те времена для изгнания злых духов), в которое добавил яд. Выпив этого вина, император умер после нескольких дней страданий.
Так как император умер молодым, и у него не было сыновей, а близких родственников мужского пола также не осталось, то Ван Ман выбрал в качестве преемника дальнего родственника — годовалого Лю Ина, которого стали называть Жуцзы Ин («младенец Ин»), однако ему дали титул не «императора», а лишь «наследника престола». Несколько лет спустя Ван Ман решил править самостоятельно, и объявил об основании новой династии Синь.